# Marie Abts
Pour les articles homonymes, voir Abts.
Marie Abts-Ermens (née à Cortenbergh le 10 avril 1767 et morte à Bruxelles le 11 septembre 1853) est une couturière connue pour avoir confectionné le premier drapeau belge en août 1830.

## Biographie
Marie Ermens naît le 10 avril 1767 à Kortenberg, près de Bruxelles. Le 8 mai 1802, elle épouse François Abts, un rubanier domicilié à la Grand-Place de Bruxelles, qui a dix ans de moins qu'elle. 
En 1830, le couple est propriétaire d'une mercerie au coin de la rue de la Colline et de la rue Marché aux Herbes à Bruxelles. Pendant la révolution belge, alors que Bruxelles est en ébullition, Lucien Jottrand et Édouard Ducpétiaux, journalistes au Courrier des Pays-Bas, demandent à Mme Abts de confectionner un drapeau aux couleurs brabançonnes (noir, jaune et rouge). À l'époque, le drapeau figure des bandes de couleur horizontales et non verticales. Le 26 août 1830, ce drapeau vient remplacer sur la façade de l'hôtel de ville de Bruxelles la cocarde orange de la monarchie hollandaise, qui avait dans un premier temps été remplacée par le drapeau français, en hommage à la révolution de Juillet.
Marie Abts a alors 63 ans. Sa contribution a été immortalisée en 1926 par le peintre Emile Vermeersch. Le tableau, qui théâtralise la scène, est conservé au musée royal de l'Armée et de l'Histoire militaire. Une plaque commémorative est également visible sur un bâtiment situé au 85 de la rue du Marché aux herbes, tout près de la Grand-Place de Bruxelles.